# Milagre de Córdoba
O Milagre de Córdoba, ou ainda A Desgraça de Córdoba, é um dos mais populares jogos da histórica rivalidade entre alemães e austríacos. A partida aconteceu no dia 21 de junho de 1978, válido pela segunda fase da Copa do Mundo da Argentina-1978.

## Cenário Pré-Jogo
A Alemanha Ocidental, então campeã da Copa anterior, classificou-se em segundo no Grupo 2 sem maravilhar na primeira fase: Polônia, Tunísia e México, enquanto que a Áustria terminou em primeiro num difícil Grupo 3: Brasil, Espanha e Suécia. 
Na segunda fase, no Grupo A em que além de austríacos e alemães, estavam presentes a Holanda e a Itália, os austríacos perderam os dois primeiros encontros, enquanto os alemães empataram os dois jogos. Para a Áustria o jogo era meramente cumprimento, mas a Alemanha sabia que uma vitória por cinco gols de diferença, podia valer uma presença na final de Buenos Aires, enquanto que uma simples vitória ou um empate, muito certamente garantiriam a presença no jogo de terceiro lugar.
Porém, alguns fatos fizeram esta partida tornar-se histórica antes mesmo do apito inicial:
- Desde a Anschluss, a anexação da Áustria para o território alemão durante a Segunda Guerra Mundial, o sentimento de ódio por parte dos austríacos contra os alemães era notório.
- A última vitória austríaca sobre a Alemanha havia sido em 1938.

Cenário do Grupo A após 2 rodadas
| Classificação Final do Grupo A                                                                     | Classificação Final do Grupo A | Classificação Final do Grupo A | Classificação Final do Grupo A | Classificação Final do Grupo A | Classificação Final do Grupo A | Classificação Final do Grupo A | Classificação Final do Grupo A | Classificação Final do Grupo A | Classificação Final do Grupo A |
| Pos                                                                                                | Seleção                        | Pts                            | J                              | V                              | E                              | D                              | GP                             | GC                             | SG                             |
| -------------------------------------------------------------------------------------------------- | ------------------------------ | ------------------------------ | ------------------------------ | ------------------------------ | ------------------------------ | ------------------------------ | ------------------------------ | ------------------------------ | ------------------------------ |
| 1                                                                                                  | Holanda                        | 3                              | 2                              | 1                              | 1                              | 0                              | 7                              | 3                              | +4                             |
| 2                                                                                                  | Itália                         | 3                              | 2                              | 1                              | 1                              | 0                              | 1                              | 0                              | +1                             |
| 3                                                                                                  | Alemanha Ocidental             | 2                              | 2                              | 0                              | 2                              | 0                              | 2                              | 2                              | 0                              |
| 4                                                                                                  | Áustria                        | 0                              | 2                              | 0                              | 0                              | 2                              | 1                              | 6                              | −5                             |
| *Notas: 2 pontos para o vencedor e 1 para o empate. Primeiro critério de desempate: Saldo de Gols. |                                |                                |                                |                                |                                |                                |                                |                                |                                |

| Resultados do Grupo A | Resultados do Grupo A | Resultados do Grupo A | Resultados do Grupo A |
| --------------------- | --------------------- | --------------------- | --------------------- |
| 14 de junho           | Alemanha Ocidental    | 0 – 0                 | Itália                |
| 14 de junho           | Holanda               | 5 – 1                 | Áustria               |
| 18 de junho           | Itália                | 1 – 0                 | Áustria               |
| 18 de junho           | Alemanha Ocidental    | 2 – 2                 | Holanda               |

|  |                       |
|  | Eliminação na 2ª Fase |

## A Partida
| 21 de Junho de 1978 | Áustria                                    | 3-2       | Alemanha Ocidental                               | Estadio Olímpico Chateau Carreras, Córdoba |
|                     | Berti Vogts 59' (og) · Hans Krankl 66' 87' | Relatório | Karl-Heinz Rummenigge 19' · Bernd Hölzenbein 68' | Público: 38,318 Árbitro: Abraham Klein     |

| Áustria | Alemanha Ocidental |

| GK                  | 1  | Friedrich Koncilia    |
| DF                  | 2  | Robert Sara           |
| DF                  | 3  | Erich Obermayer       |
| DF                  | 5  | Bruno Pezzey          |
| DF                  | 14 | Heinrich Strasser     |
| MF                  | 7  | Josef Hickersberger   |
| MF                  | 8  | Herbert Prohaska      |
| MF                  | 12 | Eduard Krieger        |
| FW                  | 9  | Hans Krankl           |
| FW                  | 10 | Wilhelm Kreuz         |
| FW                  | 18 | Walter Schachner 71'  |
| Substitutos:        |    |                       |
| DF                  | 4  | Gerhard Breitenberger |
| MF                  | 6  | Roland Hattenberger   |
| MF                  | 11 | Kurt Jara             |
| MF                  | 13 | Günther Happich       |
| DF                  | 15 | Heribert Weber        |
| DF                  | 16 | Peter Persidis        |
| FW                  | 17 | Franz Oberacher 71'   |
| FW                  | 19 | Hans Pirkner          |
| MF                  | 20 | Ernst Baumeister      |
| GK                  | 21 | Erwin Fuchsbichler    |
| GK                  | 22 | Hubert Baumgartner    |
| Técnico:            |    |                       |
| Helmut Senekowitsch |    |                       |

| GK           | 1  | Sepp Maier               |
| DF           | 2  | Berti Vogts              |
| DF           | 3  | Bernard Dietz            |
| DF           | 4  | Rolf Rüssmann            |
| DF           | 5  | Manfred Kaltz            |
| MF           | 6  | Rainer Bonhof            |
| MF           | 15 | Erich Beer 45'           |
| MF           | 17 | Bernd Hölzenbein         |
| FW           | 7  | Rüdiger Abramczik        |
| FW           | 11 | Karl-Heinz Rummenigge    |
| FW           | 14 | Dieter Müller 60'        |
| Substitutos: |    |                          |
| DF           | 8  | Herbert Zimmermann       |
| FW           | 9  | Klaus Fischer 60'        |
| MF           | 10 | Heinz Flohe              |
| DF           | 12 | Hans-Georg Schwarzenbeck |
| DF           | 13 | Harald Konopka           |
| MF           | 16 | Bernhard Cullmann        |
| MF           | 18 | Gerd Zewe                |
| FW           | 19 | Ronald Worm              |
| MF           | 20 | Hansi Müller 45'         |
| GK           | 21 | Rudi Kargus              |
| GK           | 22 | Dieter Burdenski         |
| Técnico:     |    |                          |
| Helmut Schön |    |                          |

## Cenário Pós-Jogo
| Classificação Final do Grupo A                                                                     | Classificação Final do Grupo A | Classificação Final do Grupo A | Classificação Final do Grupo A | Classificação Final do Grupo A | Classificação Final do Grupo A | Classificação Final do Grupo A | Classificação Final do Grupo A | Classificação Final do Grupo A | Classificação Final do Grupo A |
| Pos                                                                                                | Seleção                        | Pts                            | J                              | V                              | E                              | D                              | GP                             | GC                             | SG                             |
| -------------------------------------------------------------------------------------------------- | ------------------------------ | ------------------------------ | ------------------------------ | ------------------------------ | ------------------------------ | ------------------------------ | ------------------------------ | ------------------------------ | ------------------------------ |
| 1                                                                                                  | Holanda                        | 5                              | 3                              | 2                              | 1                              | 0                              | 9                              | 4                              | +5                             |
| 2                                                                                                  | Itália                         | 3                              | 1                              | 1                              | 1                              | 0                              | 2                              | 2                              | 0                              |
| 3                                                                                                  | Alemanha Ocidental             | 2                              | 3                              | 0                              | 2                              | 2                              | 4                              | 5                              | -1                             |
| 4                                                                                                  | Áustria                        | 2                              | 3                              | 1                              | 0                              | 2                              | 4                              | 8                              | -4                             |
| *Notas: 2 pontos para o vencedor e 1 para o empate. Primeiro critério de desempate: Saldo de Gols. |                                |                                |                                |                                |                                |                                |                                |                                |                                |

| Resultados do Grupo A | Resultados do Grupo A | Resultados do Grupo A | Resultados do Grupo A |
| --------------------- | --------------------- | --------------------- | --------------------- |
| 14 de junho           | Alemanha Ocidental    | 0 – 0                 | Itália                |
| 14 de junho           | Holanda               | 5 – 1                 | Áustria               |
| 18 de junho           | Itália                | 1 – 0                 | Áustria               |
| 18 de junho           | Holanda               | 2 – 2                 | Alemanha Ocidental    |
| 21 de junho           | Holanda               | 2 – 1                 | Itália                |
| 21 de junho           | Áustria               | 3 – 2                 | Alemanha Ocidental    |

|  | Classificada para a Final |
|  | Disputa do 3º lugar       |
|  | Eliminação na 2ª Fase     |